# الاتحاد الدولي لفنون القتال المختلطة
الاتحاد الدولي لفنون القتال المختلطة (بالإنجليزية: International Mixed Martial Arts Federation)‏ تأسس في 29 فبراير 2012 باعتبارها الهيئة الإدارية الدولية لفنون القتال المختلطة للهواة.